# Safran Aircraft Engines
Safran Aircraft Engines, anteriorment coneguda com a Snecma, és una empresa del grup francès Safran, que s'especialitza en la fabricació de motors per a la indústria de l'aeronàutica i l'astronàutica. Fou anomenada Snecma Moteurs del 2000 al 2005. La seva flota inclou Airbus, Boeing i Rafale (Snecma M88), i els cossos principals del coet Ariane.
L'acrònim SNECMA significa Société Nationale d'Étude et de Construction de Moteurs d'Aviation (Societat nacional de disseny i construcció de motors d'aviació) fins al 2005. Snecma ja no és un acrònim des de llavors.

## Productes

### Motors d'avions comercials
La majoria en associació amb General Electric amb qui comparteix al 50% CFM International. Entre parèntesis el percentatge de participació de Safran.
- CFM International CFM56 (50%)
- CFM International LEAP (50%)
- PowerJet SaM146 (50%)
- General Electric GE90 (23,5%)
- General Electric CF6 (10–20% en funció de la versió del model)
- Engine Alliance GP7000 (10%)
- Safran Silvercrest (en desenvolupament)

### Motors militars
- SNECMA Atar
- SNECMA M53
- SNECMA M88
- EuroProp TP400-D6 (28%)
- SNECMA Turbomeca Larzac

### Motors coet
- Viking
- HM7B
- PPS-1350
- Vulcain
- Vinci